# Cheiracanthium kazachstanicum
Cheiracanthium kazachstanicum is een spinnensoort uit de familie Cheiracanthiidae.
De wetenschappelijke naam van de soort werd in 2007 gepubliceerd door Alexander Viktorovich Ponomarev.